# Aegialoalaimus sabulicola
Aegialoalaimus sabulicola is een rondwormensoort uit de familie van de Aegialoalaimidae. De wetenschappelijke naam van de soort is voor het eerst geldig gepubliceerd in 1933 door Allgén.